# Inva Mula
Inva Mula, właśc. Inva Mula-Çako (ur. 27 czerwca 1963 w Tiranie) – albańska śpiewaczka operowa (sopran liryczny).

## Życiorys
Wychowała się w rodzinie zawodowych muzyków. Jej ojciec, Avni Mula, pochodzący z Gjakove był pieśniarzem i kompozytorem, znanym w Albanii, a matka Nina Aleksandrowna Rosjanką – poznali się w czasie studiów w Moskwie. W latach 1978–1982 uczyła się w liceum artystycznym Jordan Misja. Studia wokalne odbyła w Instytucie Sztuk w Tiranie, pod kierunkiem swojej matki Niny Muli. W 1987 wygrała w konkursie wokalnym Këngëtarja Shqiptare w Tiranie, a rok później zwyciężyła w konkursie im. George Enescu w Bukareszcie. W 1990 zadebiutowała na deskach Teatru Opery i Baletu w Tiranie rolą Leili w operze Poławiacze pereł.
Z początkiem lat 90. wyjechała z kraju, zdobywając nagrody na festiwalach wokalnych w Barcelonie (1992) i w Paryżu (Operalia 1993). W tym czasie występowała na scenach operowych w Paryżu, Brukseli, Monachium i w Oslo. Sławę międzynarodową zdobyła występując w operze „Medea” Cherubiniego na scenach francuskich. Kolejne sukcesy odnotowała występami w operach G.Bizeta – Piękne dziewczę z Perth i w Iwanie IV.
W roku 1997 jej głos odtwarzający rolę Łucji z Lammermoor pojawił się w filmie Piąty element L. Bessona. Cztery lata później wystąpiła po raz pierwszy na deskach mediolańskiej La Scali, śpiewając w Falstaffie Verdiego.
Głos Invy Muli można usłyszeć na płytach wydanych przez EMI, z operami: Carmen, Falstaff i Iwan IV. W 2012 wspólnie z Agimem Hushim wydała płytę Il bel sogno, z towarzyszeniem Zagrzebskiej Orkiestry Filharmonicznej. W listopadzie 2012 z rąk prezydenta Bamira Topiego otrzymała Order Nderi i Kombit (Honor Narodu). W 2017 po odnowieniu budynku Teatru Opery i Baletu w Tiranie Inva Mula wystąpiła na tej scenie w operze Poławiacze pereł Bizeta jako solistka i reżyserka opery. W 2021 została uhonorowana Orderem Gwiazdy Włoch.
Jej pierwszy mąż Pirro Çako jest znanym piosenkarzem i kompozytorem, po rozwodzie w 2009 związała się z biznesmenem Ethemem Ramadani. Ma syna Anthony’ego i dwie córki: Lindę i Ninę.

## Albumy studyjne
- 1997: Il Dolce Suono
- 2003: Ravel: Songs for Voice & Piano
- 2009: Il Bel Sogno: Opera Arias